# Jelica Šumič Riha
Jelica Šumič Riha, slovenska filozofinja, politologinja in prevajalka, * 1958. Ukvarja se s politično teorijo in psihoanalizo.
Med letoma 1995 in 2005 je poučevala filozofijo na Univerzi v Ljubljani. Trenutno je raziskovalka na Filozofskem inštitutu Znanstvenoraziskovalnega centra Slovenske akademije znanosti in umetnosti, uči pa tudi na univerziteti v Novi Gorici.
Leta 1983 je diplomirala na Filozofski fakulteti v Ljubljani. Oktobra 1988 je izstopila iz Komunistične partije Slovenije z 32 intelektualci ob Procesu proti četverici. Leta 1989 je bila soustanoviteljica Debatnega kluba 89, ki je postal intelektualno jedro kasnejše stranke Liberalna demokracija Slovenije. Med letoma 1995 in 2005 je bila profesorica filozofije na Univerzi v Ljubljani. Je raziskovalka Slovenske akademije znanosti in umetnosti in predavateljica na Univerzi v Novi Gorici. Poročena je s slovenskim filozofom Radom Riho.
Predavala je na več univerzah v tujini, predvsem v Angliji, Nemčiji, Združenih državah Amerike ter v Franciji. Imela je tudi niz predavanj z naslovom "Le Réel dans la philosophie" na Collège international de Philosophie à Paris, v Maison des Sciences de l’Homme ter na Univerzi Charles-de-Gaulle-Lille 3.
Njene teme proučevanja vključujejo etiko, politično teorijo in psihoanalizo. Obsežno je pisala med povezavami med pravnim sistemom, etiko in politiko. Pisala je tudi o filozofiji Alaina Badiouja, Jacquesa Ranciereja in Giorgia Agambena. Med drugim se je ukvarjala tudi s politično teorijo Carla Schmitta in Hansa Kelsena. Poleg tega pa je prevedla dela številnih filozofov, kot so na primer Sigmund Freud, Karl Marx, Ernesto Laclau, Chantal Mouffe, Jacques Lacan, Claude Lefort, Jean-François Lyotard idr.
18. marca 2014 je bila odlikovana s strani Francoskega veleposlaništva v Ljubljani z odlikovanjem vitez reda umetnosti in leposlovja. Odlikovanje je zahvala za prizadevanja Jelice Šumič Rihe pri širjenju francoske misli v Sloveniji.

## Dela
- Realno v performativu (Ljubljana, 1988).
- Pravo in razsodna moč (Ljubljana, 1993, soavtor Rado Riha)
- Avtoriteta in argumentacija (Ljubljana, 1995).
- Totemske maske demokracije (Ljubljana, 1996).
- Singularité dans la psychanalyse, singularité de la psychanalyse (Pariz, 1998, soavtor Michel Deguy)
- Mutacije etike (Ljubljana, 2002)

### V tujini
- Le pour tous face au réel, skupaj z Radom Riho, College International de Philosophie, Pariz 2000-2001.
- Est Deus in nobis, predavanje na Maison des Sciences de l'Homme, Pariz 2002 .
- Community for all, plenarno predavanje na mednarodnem simpoziju "Indeterminate Communismus", Frankfurt, Nemčija, 2003.
- Entre désir d'exister et désir d'éternité, Université Charles de Gaulle-Lille 3, Pariz, Francija, 2003.
- Politics of the not-all, plenarno predavanje na mednarodnem srečanju "Politics, Psychoanalysis, Rhetoric", Boston, ZDA, 2005 .
- Traduction, transmission, predavanje v okviru mednarodnega projekta "Traduction et Exclusion. L'Europe, une communauté de traduction", (vodja projekta), Maison des Sciences de l'Homme, Collumbia University, Pariz, Francija, 2005.